# Cala en Blanes
Cala en Blanes està situada a l'illa de Menorca i concretament a l'est del municipi de Ciutadella de Menorca. Està a quatre quilòmetres de Ciutadella, situada entre Punta de Cala en Blanes i na Marí.
És una cala tranquil·la, d'uns quaranta metres de longitud, que es manté resguardada dels vents que bufen a la zona. Aquesta cala té dimensions petites, i sempre hi ha banyistes. La particularitat de la cala és el seu palmerar, utilitzat com a berenador. S'hi pot arribar a peu o en cotxe particular.

## Galeria d'imatges

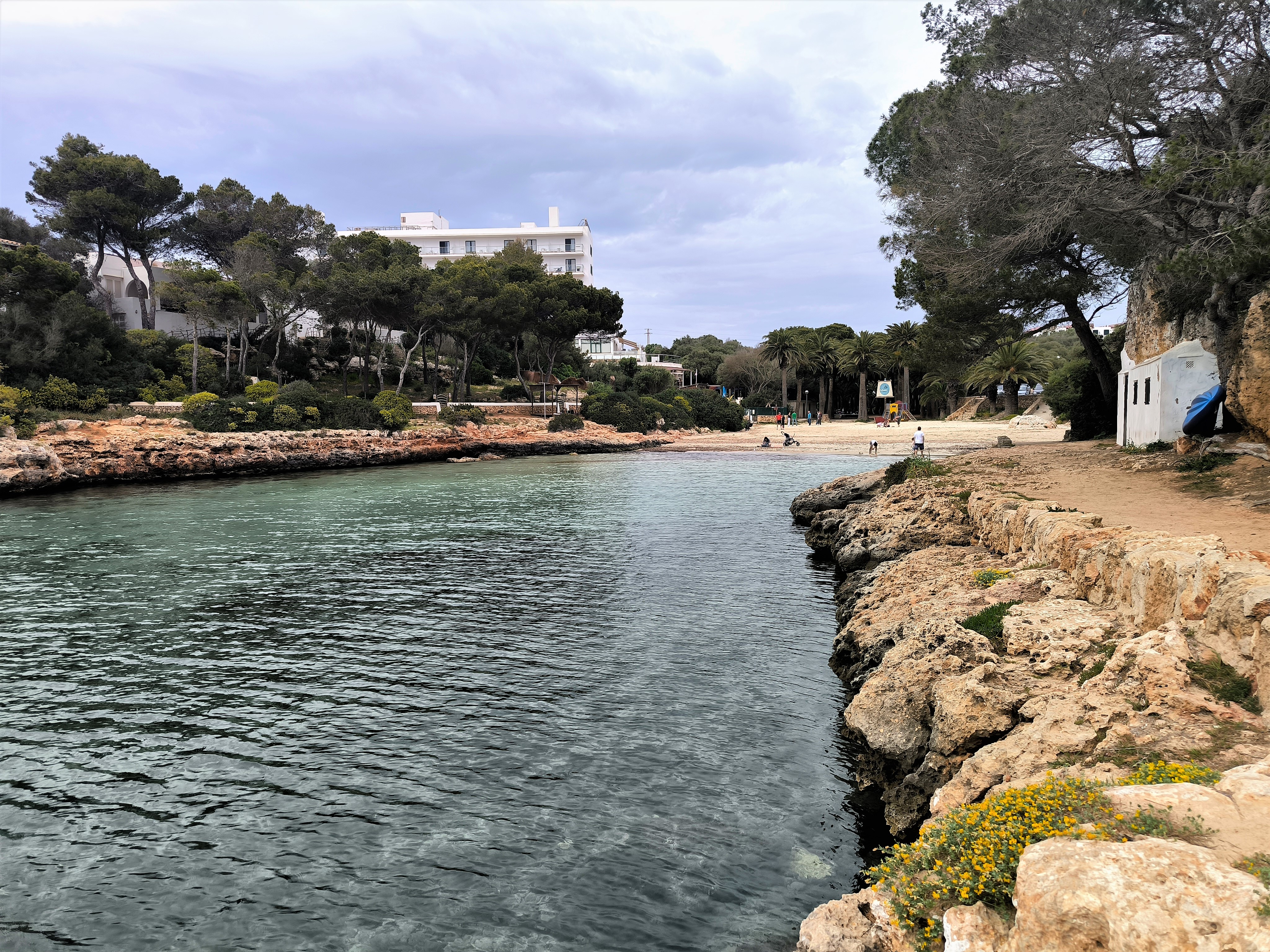
Cala en Blanes
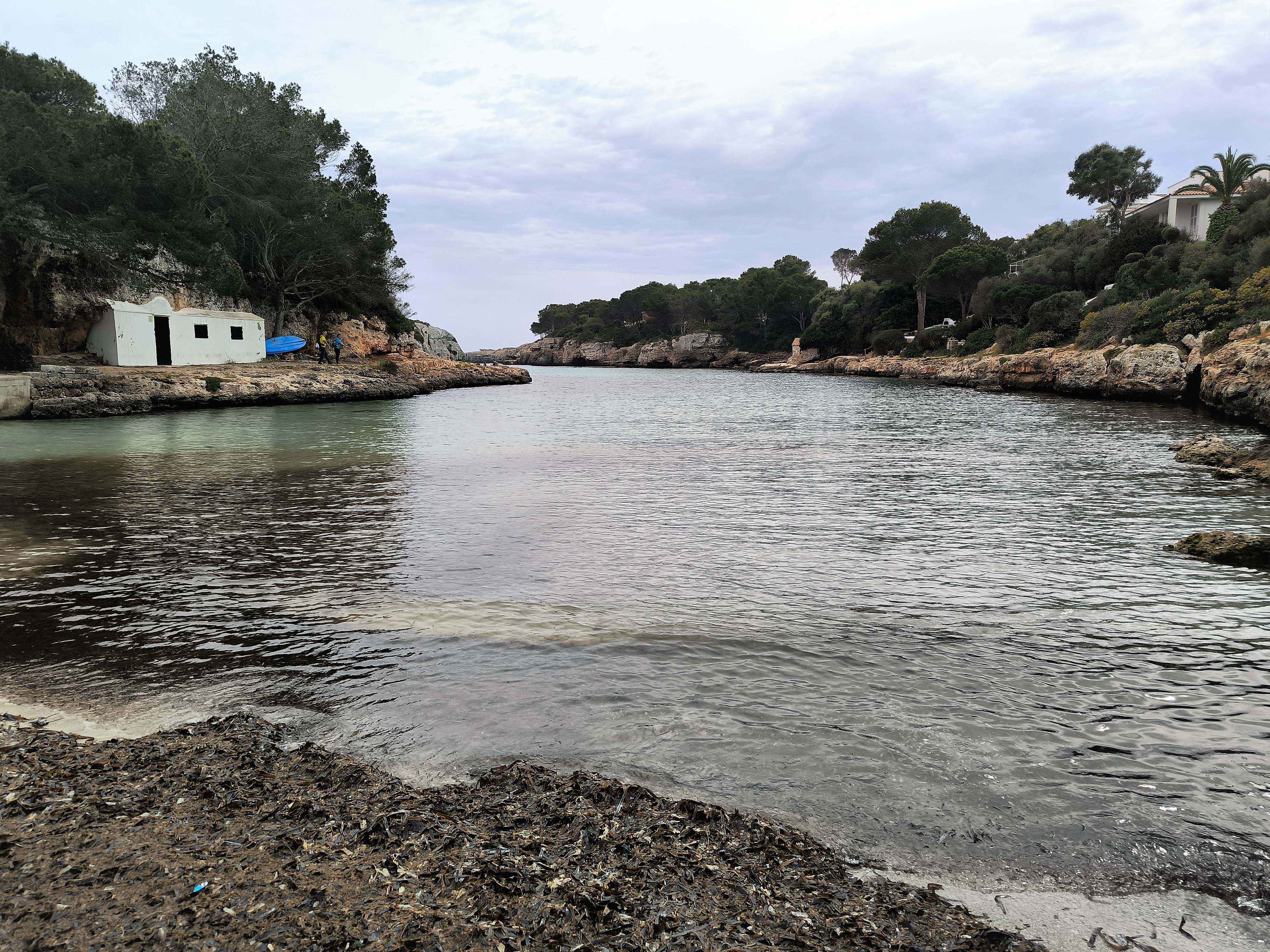
Cala en Blanes
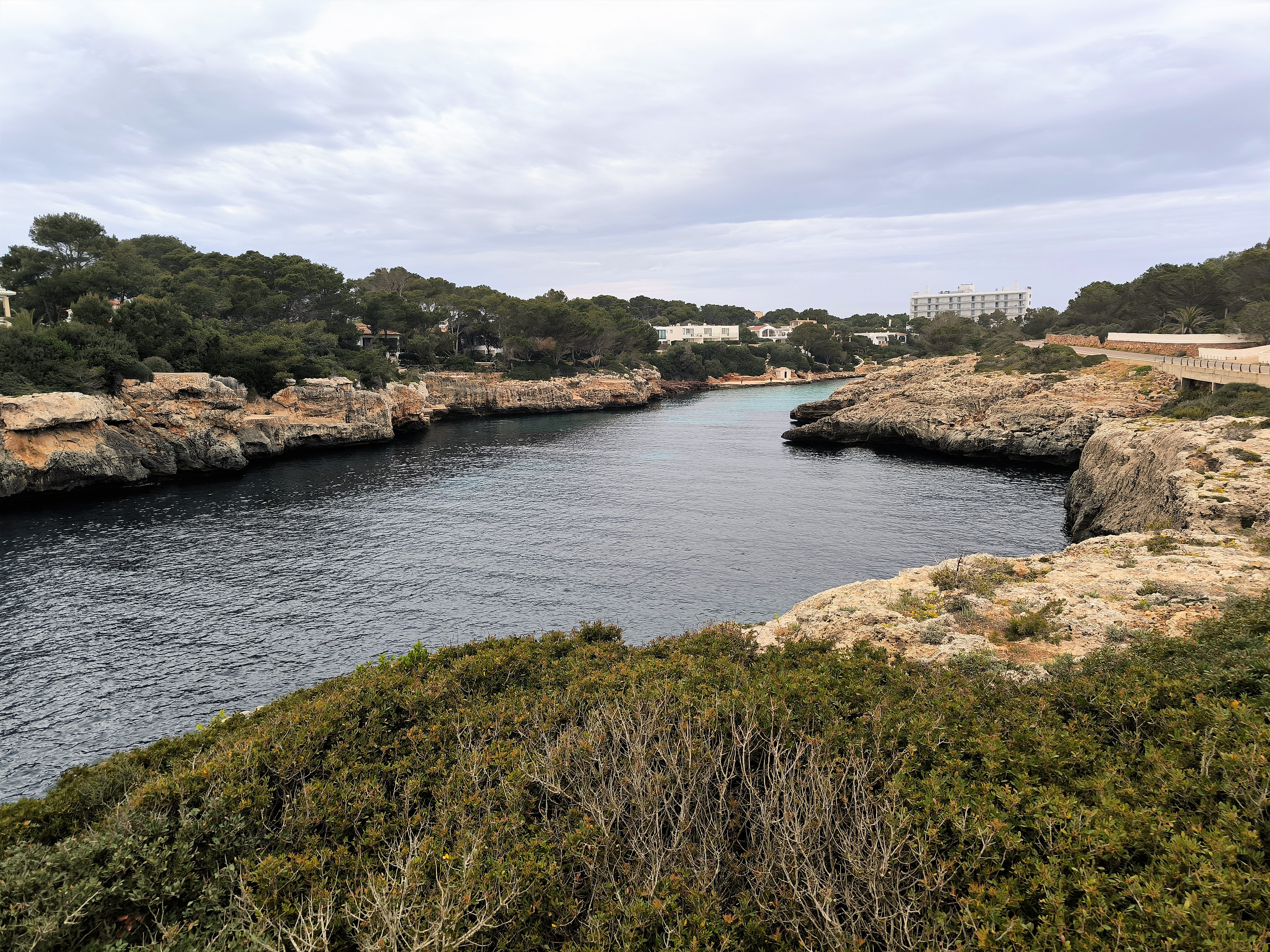
Cala en Blanes
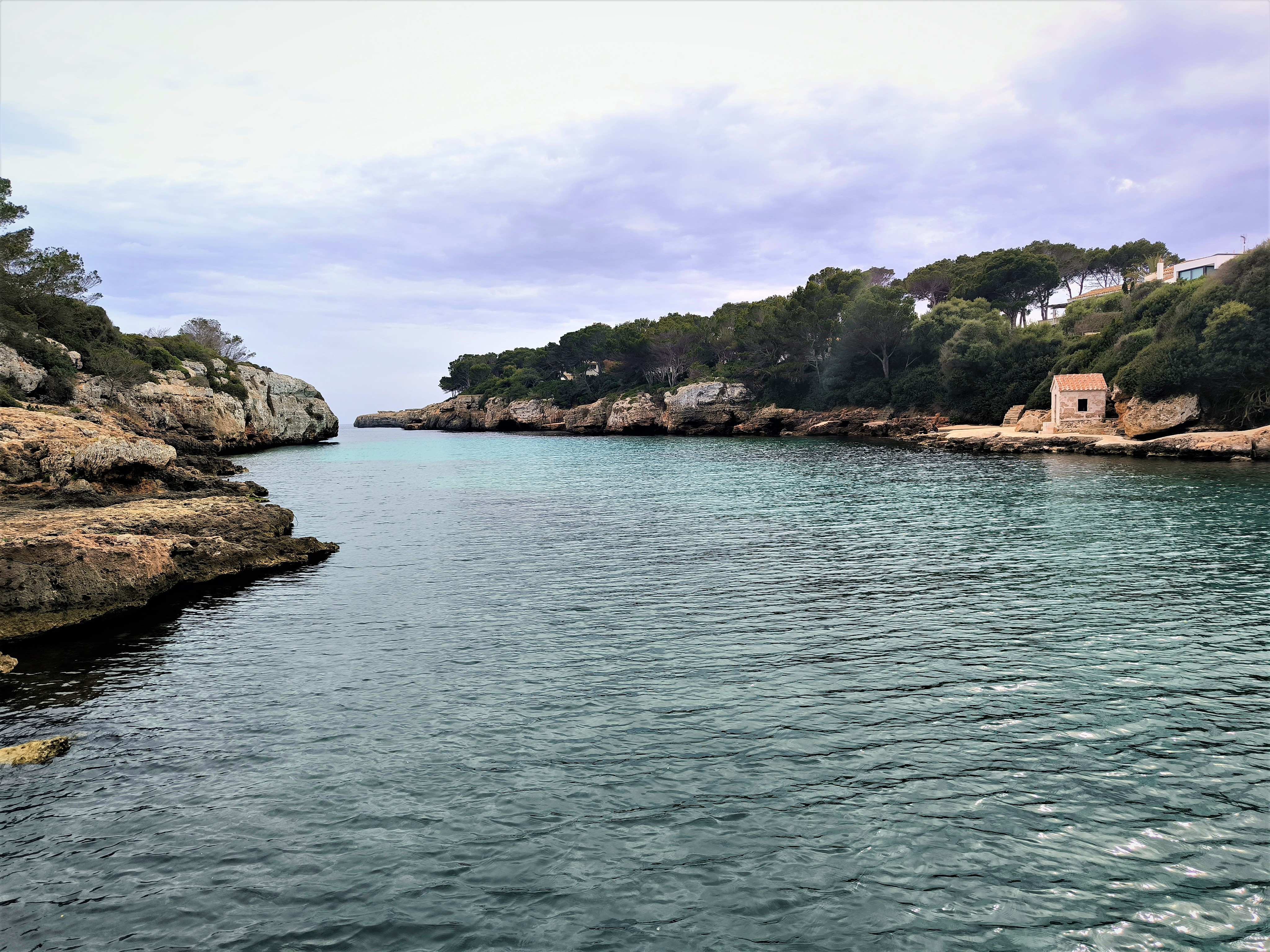
Cala en Blanes